# سیارک ۶۴۵۸
سیارک ۶۴۵۸ (به انگلیسی: 6458 Nouda، نامگذاری:1992TD1) شش هزار و چهارصد و پنجاه و هشتمین سیارک کشف شده‌است که در ۲ اکتبر ۱۹۹۲ کشف شد.
قدر مطلق سیارک برابر ۱۳٫۱۰ است.